# Club Natació Sant Feliu
El Club Natació Sant Feliu (abreviat com CNSF) és un club de natació i waterpolo de Sant Feliu de Llobregat, fundat el desembre de 1969.
L'entitat inaugurà la piscina municipal el juliol de 1971 i el novembre del mateix anys jugà el seu primer partit oficial de waterpolo. Al llarg de la seva història, organitzà el Campionat d'Espanya de natació sincronitzada el 1985 i durant la dècada del 1970 fou la secció esportiva de l’Ateneu de Sant Feliu de Llobregat. El club disposa de seccions de natació, natació adaptada i waterpolo. Molts dels seus membres competeixen als Campionats de Catalunya i d'Espanya de natació. Per altra banda, la secció de waterpolo femenina juga habitualment a la Divisió d'Honor espanyola, mentre que la masculina ho fa a la segona divisió tot i que els darrers anys ha competit diverses temporades a la Divisió d'Honor. Entre d'altres, destaca la nedadora Núria Marquès, medalla d'or als Jocs Paralímpics de Rio de Janeiro 2016, i les waterpolistes Jennifer Pareja, Ona Meseguer, Elisabet Gazulla i Cristina Marcos. A dia d'avui, el club fa ús de les instal·lacions Complex Municipal de Piscines de Sant Feliu de Llobregat. El 2007 l'entitat rebé la medalla al mèrit esportiu de la Federació Catalana de Natació per la seva trajectòria històrica.